# Luis Barbat
Luis Alberto Barbat Hudema (Montevideo, 17 giugno 1968) è un ex calciatore uruguaiano, di ruolo portiere.
Ha partecipato alla Copa América 1991 e alla Copa América 2004 con la nazionale di calcio uruguaiana.

## Carriera

### Club
Inizia la carriera nel Club Atlético Progreso, trasferendosi presto all'Estudiantes di La Plata, in Argentina. Passato al Liverpool di Montevideo, vi rimane una stagione prima di passare ai cileni del Colo-Colo. Nel 1996 si trasferisce in Colombia, all'Deportivo Independiente Medellín, dove gioca la prima stagione; nel 1997 passa al Deportes Tolima, con il quale si qualifica alla Coppa CONMEBOL, segnando anche due rigori contro il Deportivo Cali. Con l'America de Cali, vince l'undicesimo campionato colombiano di calcio per il club, risultando spesso decisivo con le sue prestazioni.

### Nazionale
Ha giocato 11 volte con la nazionale di calcio dell'Uruguay dal 1991 al 2004, giocando durante la Copa América 2004, rimpiazzando l'infortunato titolare Fabián Carini e classificandosi al terzo posto.

## Palmarès

### Club

#### Competizioni nazionali
- Campionato colombiano: 3

America Cali: 2000, 2001, 2002
- Campionato uruguaiano: 1

Danubio: 2004